# جی‌جی‌ان نارنجی
جی‌جی‌ان نارنجی (به انگلیسی: Orange GGN) با فرمول شیمیایی C۱۶H۱۰N۲Na۲O۷S۲ (disodium salt) یک ترکیب شیمیایی است. که جرم مولی آن ۴۵۲٫۳۶۹ g/mol می‌باشد. 